# Ambrose Burnside
Ambrose Everett Burnside (23 de maio de 1824 – 13 de setembro de 1881) foi um militar, político, executivo de ferrovia, inventor e industrialista americano. Ele serviu como governador de Rhode Island de 1866 a 1869, e depois foi para o Senado dos Estados Unidos, representando o mesmo estado, de 1875 até sua morte.
Como oficial general do Exército da União durante a Guerra Civil Americana, de 1861 a 1865, Burnside teve uma carreira de altos e baixos. Ele ganhou prestígio no Norte dos Estados Unidos após uma campanha bem-sucedida na Carolina do Norte e no Leste do Tennessee, liderando suas forças também num engajamento bem-sucedido numa batalha contra o general confederado John Hunt Morgan. Contudo, sua reputação foi duramente abalada após ele sofrer humilhantes derrotas nas batalhas de Fredericksburg e da Cratera. Depois da guerra, seguiu sua carreira como industrialista e depois ingressou na política.
Uma de suas marcas era seu pelo facial conhecido como patilhas (ou, em inglês, sideburns). Em 1871, ele se tornou o primeiro presidente da National Rifle Association, mantendo esta posição por um ano.